# Віттенберг (Вісконсин)
Віттенберг (англ. Wittenberg) — селище (англ. village) в США, в окрузі Шавано штату Вісконсин. Населення — 1015 осіб (2020).

## Географія
Віттенберг розташований за координатами 44°49′38″ пн. ш. 89°10′0″ зх. д. / 44.82722° пн. ш. 89.16667° зх. д. (44.827170, -89.166607).  За даними Бюро перепису населення США в 2010 році селище мало площу 4,65 км², уся площа — суходіл.

## Демографія
Згідно з переписом 2010 року, у селищі мешкала 1081 особа в 427 домогосподарствах у складі 231 родини. Густота населення становила 233 особи/км².  Було 495 помешкань (107/км²).
Расовий склад населення:
| - 89,3 % — білих - 3,8 % — корінних американців - 0,2 % — азіатів - 5,1 % — осіб інших рас |

До двох чи більше рас належало 1,7 %. Частка іспаномовних становила 7,1 % від усіх жителів.
За віковим діапазоном населення розподілялося таким чином: 22,7 % — особи молодші 18 років, 51,7 % — особи у віці 18—64 років, 25,6 % — особи у віці 65 років та старші. Медіана віку мешканця становила 42,2 року. На 100 осіб жіночої статі у селищі припадало 87,3 чоловіків;  на 100 жінок у віці від 18 років та старших — 78,6 чоловіків також старших 18 років.
Середній дохід на одне домашнє господарство  становив 52 718 доларів США (медіана — 46 442), а середній дохід на одну сім'ю — 56 619 доларів (медіана — 50 750). Медіана доходів становила 40 776 доларів для чоловіків та 27 273 долари для жінок. За межею бідності перебувало 20,8 % осіб, у тому числі 32,9 % дітей у віці до 18 років та 0,0 % осіб у віці 65 років та старших.
Цивільне працевлаштоване населення становило 504 особи. Основні галузі зайнятості: виробництво — 21,0 %, мистецтво, розваги та відпочинок — 20,0 %, освіта, охорона здоров'я та соціальна допомога — 16,1 %.